# Micrommatos sylvaticum
Micrommatos sylvaticum är en tvåvingeart som beskrevs av Quate och Brown 2004. Micrommatos sylvaticum ingår i släktet Micrommatos och familjen fjärilsmyggor.
Artens utbredningsområde är Costa Rica. Inga underarter finns listade i Catalogue of Life.